# Синдзин
Синдзин (яп. 信心) - понятие, означающее конечную цель практики японской буддийской школы дзёдо-синсю, которое ввёл основатель этой школы Синран, буквально означает верящее сердце, достоверное сердце. Термин переводят или интерпретируют  как "истинное доверие" или "единое душевное устремление", более грубый перевод - "истинная вера" в Будду Амиду.  Согласно учению школы дзёдо-синсю, просветления можно достичь, полностью полагаясь на Будду Амиду, и в этом смысле синдзин становится аналогом нирваны.